# Gare de Vénissieux-Nord
La gare de Vénissieux-Nord est une gare de marchandises, située à Saint-Priest.

## Situation ferroviaire
La gare de Vénissieux-Nord est située au point kilométrique (PK) 009,710 de la ligne de Lyon-Perrache à Marseille-Saint-Charles (via Grenoble).